# 大代町
大代町（おおじろちょう）は愛知県岡崎市額田地区の町名。丁番を持たない単独町名であり、36の小字が設置されている。

## 地理
岡崎市東部に位置する。乙女川が北流し、途中で河原川、雨山川を合わせる。住宅地は河川沿岸に形成され、その他は森林・農地として利用されている。

### 河川
- 乙女川（大洞川）
- 河原川
- 雨山川

### 字
| - 字赤道（あかみち） - 字岩倉（いわくら） - 字上横（うえよこ） - 字大窪（おおくぼ） - 字大洞（おおぼら） - 字大良田（おおらだ） - 字岡（おか） - 字落合（おちあい） - 字上大窪（かみおおくぼ） - 字上大良田（かみおおらだ） - 字上貝津（かみかいつ） - 字北沢（きたざわ） | - 字源内（げんない） - 字コテギ（こてぎ） - 字小牧田（こまきだ） - 字サイカチ（さいかち） - 字笹田（ささだ） - 字三月堂（さんがつどう） - 字清水田（しみずだ） - 字下大良田（しもおおらだ） - 字下貝津（しもかいつ） - 字下堂貝津（しもどうかいつ） - 字下横（しもよこ） - 字大明神（だいみょうじん） | - 字高畔（たかあぜ） - 字堂貝津（どうかいつ） - 字長沢（ながさわ） - 字長田（ながた） - 字梨木（なしのき） - 字ビヤ田（びやだ） - 字本蔵（ほんぞう） - 字的場（まとば） - 字三森（みもり） - 字宮前（みやまえ） - 字吉ケ蔵（よしがくら） - 字林下（りんか） |

## 世帯数と人口
2019年（令和元年）5月1日現在の世帯数と人口は以下の通りである。
| 町丁   | 世帯数 | 人口  |
| ------ | ------ | ----- |
| 大代町 | 42世帯 | 116人 |

### 人口の変遷
国勢調査による人口の推移
| 2010年（平成22年） | 129人 | [ 6 ] |  |
| 2015年（平成27年） | 124人 | [ 7 ] |  |

## 小・中学校の学区
市立小・中学校に通う場合、学区は以下の通りとなる。
| 番・番地等 | 小学校             | 中学校             |
| ---------- | ------------------ | ------------------ |
| 全域       | 岡崎市立宮崎小学校 | 岡崎市立額田中学校 |

## 歴史
額田郡大代村を前身とする。

### 沿革
- 1889年（明治22年）10月1日 - 町村制の施行に伴い、額田郡宮崎村大代となる。
- 1956年（昭和31年）9月30日 - 市町村合併に伴い、額田郡額田町大代となる。
- 2006年（平成18年）1月1日 - 額田町の岡崎市への編入に伴い、岡崎市大代町となる[1]。

## 交通
- 愛知県道332号大代赤坂線
- 愛知県道334号千万町豊川線
- 愛知県道382号足山田大代線

## 施設
- 大代公民館
- NTTファシリティーズ 太陽光発電所[9]

## その他

### 日本郵便
- 郵便番号 : 444-3604[4]（集配局：額田郵便局[10]）。

## 参考資料
- 「角川日本地名大辞典」編纂委員会 編『角川日本地名大辞典 23 愛知県』角川書店、1989年3月8日。ISBN 4-04-001230-5。
- 有限会社平凡社地方資料センター 編『日本歴史地名体系第23巻 愛知県の地名』平凡社、1981年。ISBN 4-582-49023-9。